# Spencer Compton, 7.º Marquês de Northampton
Spencer Douglas David Compton, 7.º Marquês de Northampton (nascido em 2 de abril de 1946) é um nobre britânico e atual Marquês de Northampton.
Compton foi listado como tendo propriedades no valor de 120 milhões de libras, na Lista dos Ricos do Estates Gazette de 2011.  Na lista dos ricos do Sunday Times de 2017, que classifica uma das pessoas mais ricas do Reino Unido, ele foi listado com uma fortuna estimada em 110 milhões de libras esterlinas.  Em 1985, ele vendeu Adoração dos Magos, de Andrea Mantegna, na Christie's em Londres, para o Museu Getty, por um preço de leilão recorde mundial de US$ 10,5 milhões (8,1 milhões de libras).   Em novembro de 1993, a Divisão de Apelação da Suprema Corte do Estado de Nova York confirmou sua reivindicação à propriedade do Tesouro Sevso, um tesouro de prata do final do Império Romano .  O tesouro foi posteriormente comprado pela Hungria (que afirma ter sido repatriado, embora a Iugoslávia, mais tarde a Croácia e o Líbano o tenham reivindicado no momento do processo judicial) em duas fases, a primeira em 2014 e a segunda em 2017. 
Ele também é maçom, e serviu como Grão-Mestre Pro da Grande Loja Unida da Inglaterra, de 2001 a março de 2009.

## Família
Compton é filho do Exmo. William Compton, 6º Marquês de Northampton, e Virginia Lucie Compton. As residências familiares são: Castle Ashby House e Compton Wynyates .
O herdeiro aparente do marquês e de seus títulos subsidiários é o seu único filho homem, Daniel Compton, Conde Compton (nascido em 1973). O herdeiro aparente do herdeiro é seu filho, Henry Douglas Hungerford Compton, Lorde Wilmington (nascido em 2018).

## Vida pessoal
Ele foi casado seis vezes. Em 13 de junho de 1967, Compton casou-se com Henriette Luisa Maria Bentinck, filha de Adolph Willem Carel Baron Bentinck e Gabrielle Baronin Thyssen-Bornemisza de Kaszon. O casal teve dois filhos e se divorciou em 1973.
- Lady Lara Katrina Compton (nascida em 26 de abril de 1968)
- Daniel Bingham Compton, Conde Compton (nascido em 16 de janeiro de 1973)

No ano seguinte, em 1974, Compton casou-se com Annette Marie Smallwood; eles se divorciaram em 1977. Mais tarde naquele ano, ele se casou com Rosemary Ashley Morrit Hancock, que já havia sido casada com o Exmo. Lionel Dawson-Damer. Eles tiveram 1 filho antes de se divorciarem em 1983.
- Lady Emily Rose Compton (n. 1980)

Em 12 de janeiro de 1985, casou-se com Hannelore Ellen (nascida Erhardt), que já havia sido casada com Michael Pearson, 4.º Visconde Cowdray. Compton e Erhardt tiveram um filho e se divorciaram em 1988.
- Lady Louisa Cecilia Compton (n. 1985)

Em 10 de dezembro de 1990, casou-se com Pamela Martina Raphaela (nascida Haworth), que já havia sido casada com Emanuel Kyprios. Eles se divorciaram em janeiro de 2013. Mais tarde naquele mesmo ano, em 4 de setembro de 2013, em Londres, casou-se com Tracy Goodman, com quem permanece casado.
1. ↑  Rich List 2011, Estates Gazette, 12 November 2011
2. ↑  Times Online: "The Sunday Times Rich List 2017"
3. ↑  LA Times: Getty Pays $10.5 Million For Painting
4. ↑  Getty Museum: Adoration of the Magi
5. ↑  Republic of Croatia, et al. v. Trustee of the Marquess of Northampton 1987 Settlement, 203 A.D.2d 167, 610 N.Y.S.2d 263 (1994); Republic of Croatia, et al. v. Trustee of the Marquess of Northampton 1987 Settlement, 232 A.D.2d 616, 648 N.Y.S.2d 25 (1st Dep't 1996).
6. ↑   European Association of Archaeologists: The Seuso Treasure